# Llista de peixos de Burkina Faso

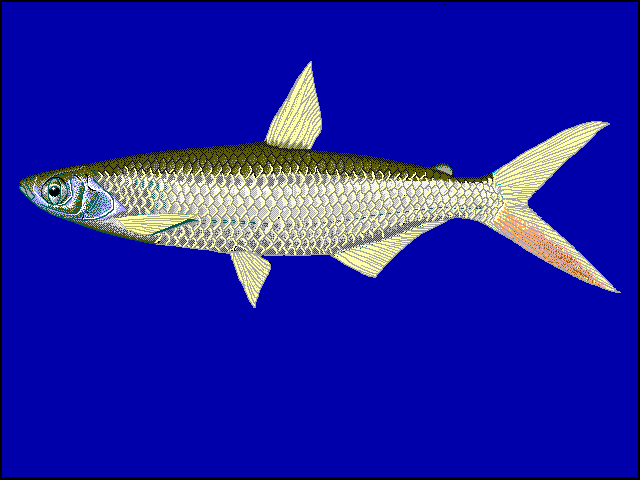
Alestes baremoze

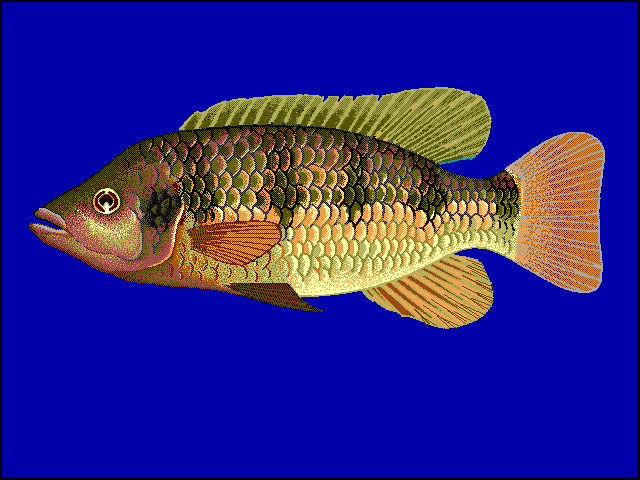
Hemichromis fasciatus

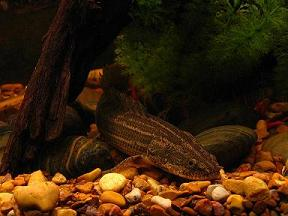
Polypterus bichir lapradei

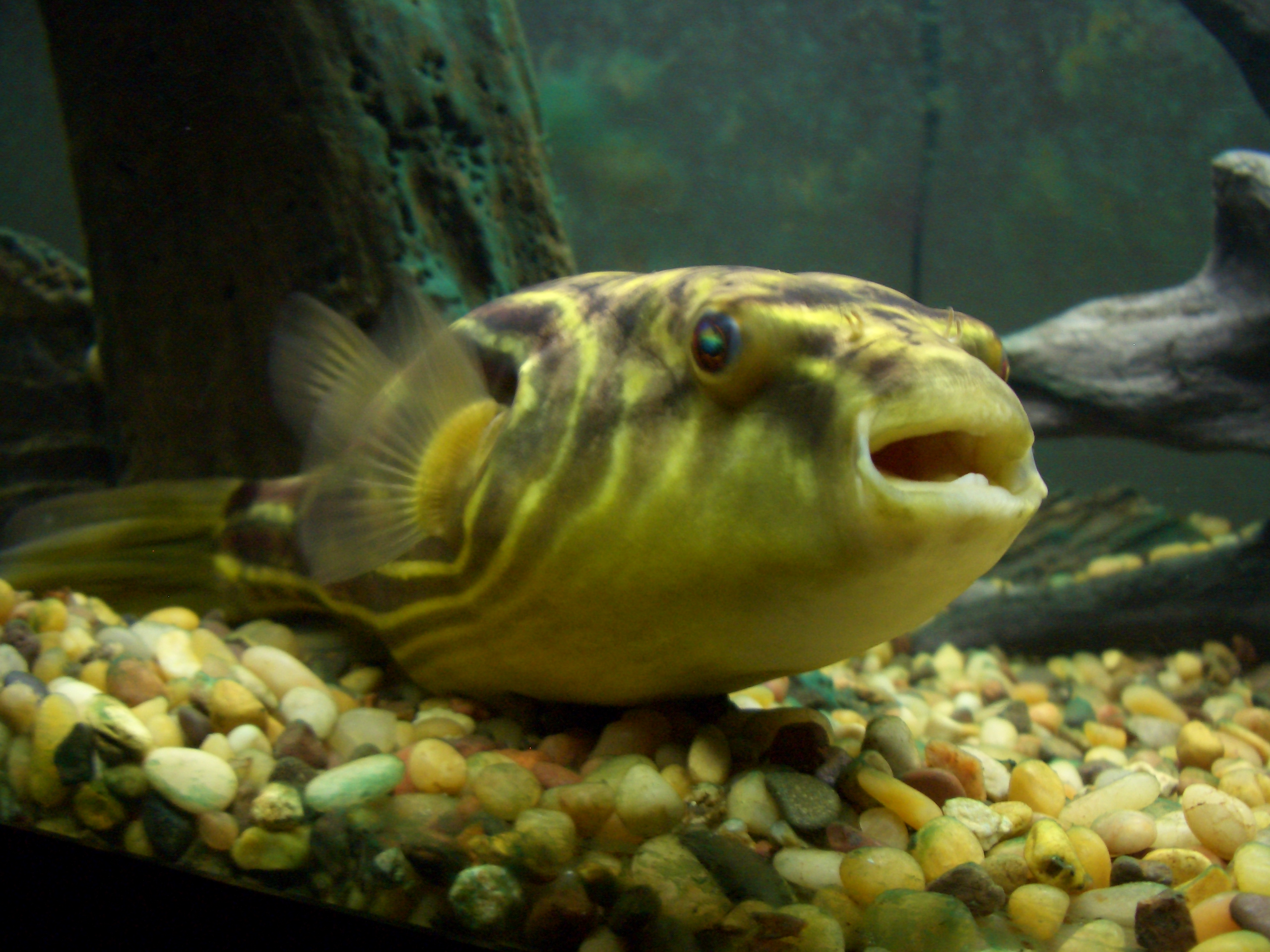
Tetraodon lineatus

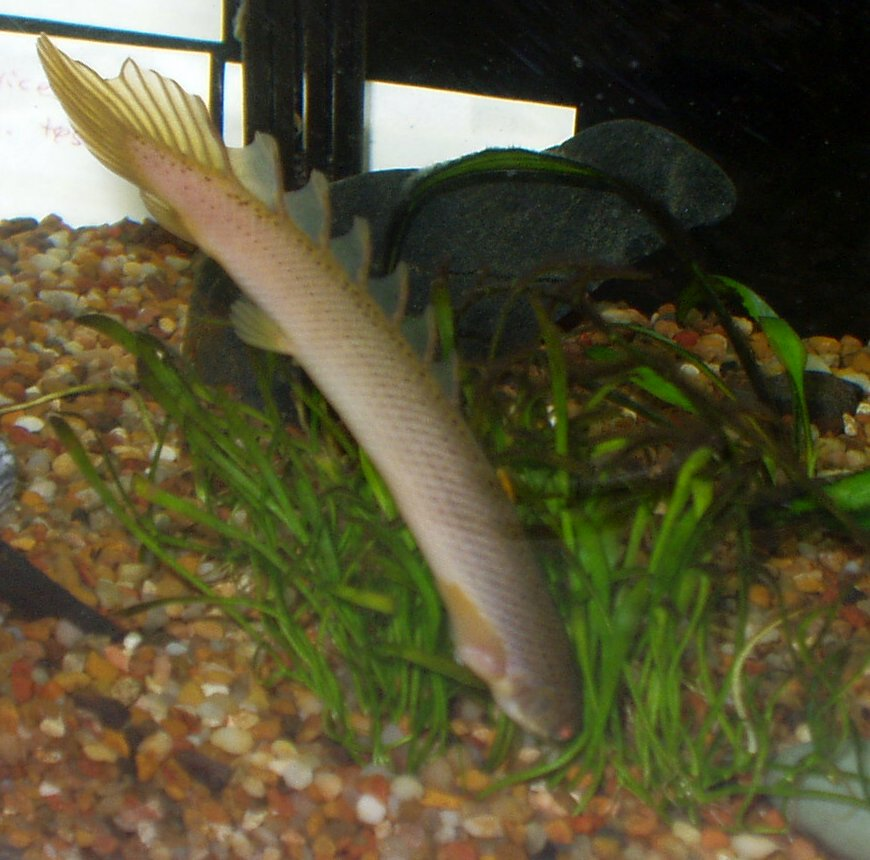
Polypterus senegalus senegalus

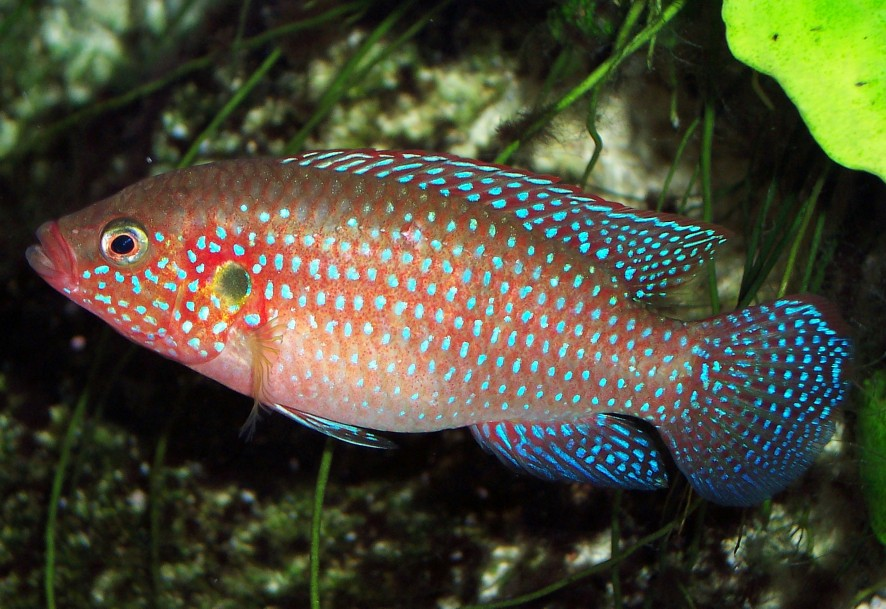
Hemichromis bimaculatus

Aquesta llista de peixos de Burkina Faso -incompleta- inclou 109 espècies de peixos que es poden trobar a Burkina Faso ordenades per l'ordre alfabètic de llur nom científic.

## A
- Alestes baremoze
- Alestes dentex
- Aplocheilichthys normani
- Aplocheilichthys pfaffi
- Arius gigas

## B
- Bagrus bajad
- Bagrus docmak
- Bagrus filamentosus
- Barbus ablabes
- Barbus baudoni
- Barbus bawkuensis
- Barbus bynni occidentalis
- Barbus leonensis
- Barbus macinensis
- Barbus macrops
- Barbus nigeriensis
- Barbus parablabes
- Barbus perince
- Barbus pobeguini
- Barbus punctitaeniatus
- Barbus stigmatopygus
- Barbus sublineatus
- Brienomyrus niger
- Brycinus leuciscus
- Brycinus luteus
- Brycinus macrolepidotus
- Brycinus nurse

## C
- Campylomormyrus tamandua
- Chelaethiops bibie
- Chiloglanis occidentalis
- Chiloglanis voltae
- Chrysichthys auratus
- Citharinops distichodoides thomasi
- Citharinus citharus citharus
- Citharinus latus
- Clarias anguillaris
- Clarias gariepinus
- Clarotes laticeps
- Clypeobarbus hypsolepis
- Cromeria occidentalis

## D
- Distichodus brevipinnis
- Distichodus engycephalus
- Distichodus rostratus

## E
- Epiplatys bifasciatus bifasciatus
- Epiplatys spilargyreius

## H
- Hemichromis bimaculatus
- Hemichromis fasciatus'
- Heterobranchus bidorsalis
- Heterobranchus isopterus
- Heterobranchus longifilis
- Heterotis niloticus
- Hippopotamyrus pictus
- Hippopotamyrus psittacus
- Hydrocynus brevis
- Hydrocynus forskahlii
- Hyperopisus bebe bebe
- Hyperopisus bebe occidentalis

## L
- Labeo coubie
- Labeo parvus
- Labeo senegalensis
- Laeviscutella dekimpei
- Leptocypris niloticus

## M
- Malapterurus electricus
- Malapterurus minjiriya
- Marcusenius abadii
- Marcusenius senegalensis senegalensis
- Micralestes comoensis
- Micralestes elongatus
- Micralestes occidentalis
- Micralestes pabrensis
- Mormyrops breviceps
- Mormyrus hasselquistii

## N
- Nannocharax ansorgii
- Neolebias unifasciatus
- Nothobranchius kiyawensis
- Nothobranchius thierryi

## O
- Oreochromis macrochir
- Oreochromis niloticus niloticus

## P
- Parachanna obscura
- Paradistichodus dimidiatus
- Parailia pellucida
- Pellonula leonensis
- Petrocephalus bane bane
- Petrocephalus bovei bovei
- Petrocephalus pallidomaculatus
- Petrocephalus soudanensis
- Phractura clauseni
- Pollimyrus isidori isidori
- Polypterus bichir lapradei
- Polypterus endlicheri endlicheri
- Polypterus senegalus senegalus
- Procatopus schioetzi
- Protopterus annectens annectens

## R
- Raiamas senegalensis
- Rhabdalestes septentrionalis

## S
- Schilbe intermedius
- Schilbe micropogon
- Scriptaphyosemion banforense
- Scriptaphyosemion guignardi
- Siluranodon auritus
- Steatocranus irvinei
- Synodontis arnoulti
- Synodontis gambiensis
- Synodontis sorex
- Synodontis velifer
- Synodontis violacea
- Synodontis voltae

## T
- Tetraodon lineatus
- Tilapia dageti[1]